# Johannaster
Johannaster is een geslacht van zeesterren uit de familie Goniasteridae.				

## Soort
- Johannaster superbus Koehler, 1909